# دينيسي روبينز
دينيسي روبينز (بالإنجليزية: Denise Robins)‏ (و. 1897 – 1985 م) هي كاتِبة بريطانية، ولدت في لندن، توفيت في إنجلترا، عن عمر يناهز 88 عاماً.

## وصلات خارجية
- دينيسي روبينز على موقع IMDb (الإنجليزية)

- دينيسي روبينز في قاعدة بيانات الأفلام على الإنترنت